# Günther Jarfe
Günther Jarfe (* 12. April 1942 in Wuppertal) ist ein deutscher Anglist und Hochschullehrer.

## Leben und Wirken
Nach seiner Reifeprüfung 1961 am Wilhelm-Dörpfeld-Gymnasium in Wuppertal-Elberfeld studierte Günther Jarfe Anglistik und Germanistik an den Universitäten Freiburg/Br. und Hamburg (1963 bis 1965). Nach einem Studienaufenthalt in London 1965/66 setzte er sein Studium an der Universität Freiburg fort und legte 1968 das erste Staatsexamen für den höheren Schuldienst ab. Seine Promotion erfolgte 1971 bei Hermann Heuer. Von 1971 bis 1978 war er dann als wissenschaftlicher Assistent an dieser Universität tätig; 1973/74 hatte er eine Gastdozentur an der University of Massachusetts, Amherst inne. Von 1978 bis 1985 war er im Schuldienst in Baden-Württemberg tätig und legte 1979 das zweite Staatsexamen in Freiburg ab. 1984 habilitierte er sich für das Fach Anglistik an der Universität Hamburg. Im Jahre 1985 übernahm er eine Professur für die Didaktik der englischen Sprache und Literatur an der Universität Passau.
Neben verschiedenen Veröffentlichungen über Autoren der jüngeren englischen Literaturgeschichte erschien 2010 von Günther Jarfe eine Einführung über "Die moderne britische Short Story".

## Veröffentlichungen (Auswahl)
- Kunstform und Verzweiflung. Studien zur Typologie der Sonettgestalt in Dante Gabriel Rossettis "The house of life" (= Europäische Hochschulschriften, Reihe 14, Bd. 7). Lang, Bern u. a. 1973, ISBN 3-261-00794-X (= Dissertation Universität Freiburg/Br.).
- D. G. Rossettis dichtungsgeschichtlicher Standort. Tendenzen seiner dichterischen Entwicklung. In: Germanisch Romanische Monatsschriften, Bd. 24 (1974), S. 88–104.
- Probleme der Perspektive in Audens früher Lyrik. In: Ebd., Bd. 28 (1978), S. 70–86.
- Wandern und Quest als Schlüssel zur Thematik in Audens Frühwerk. In: Anglia, Bd. 97 (1979), S. 367–397.
- W. H. Audens 'The Shield of Achilles' – eine kritische 'Kontrafaktur' Homers? In: Antike und Abendland, Bd. 25 (1979), S. 130–139.
- W. H. Auden und Sigmund Freud – ein Versuch über den Einfluß Freuds auf Form, Bildlichkeit und Thematik in Audens früher Dichtung. In: Poetica, Bd. 11 (1979), S. 176–206.
- Zur Bedeutung der Konfiguration in Shakespeares 'The Tempest'. In: Shakespeare-Jahrbuch, Jg. 1980, S. 150–164.
- (Hrsg.): Doris Lessing / To room nineteen. Reclam, Stuttgart 1983, ISBN 3-15-009151-9 (mehrere Nachdrucke, zuletzt 2010).
- (Hrsg.): Muriel Spark / The prime of Miss Jean Bodie. Reclam, Stuttgart 1985, ISBN 3-15-009193-4.
- Der junge Auden. Dichterische Verfahrensweisen und ihre Bedeutung in W. H. Audens Frühwerk (= Britannica et Americana, Folge 3, Bd. 8). Winter, Heidelberg 1985, ISBN 3-533-03606-5 (= Habilitationsschrift Universität Hamburg).
- Muriel Spark. In: Rüdiger Imhof (Hrsg.): Der englische Roman der Gegenwart (= UTB, Bd. 1467). Francke, Tübingen 1987, S. 92–111, ISBN 3-7720-1737-1.
- (Hrsg.): Doris Lessing / Three African stories. Reclam, Stuttgart 1989, ISBN 3-15-009245-0.
- Die Abdankung des Subjekts oder 'Die Schrecken der Liebe'. Überlegungen zu Identitätsproblemenm einiger Gestalten Richard Wagners. In: Manfred Pfister (Hrsg.): Die Modernisierung des Ich. Studien zur Subjektkonstitution in der Vor- und Frühmoderne. Wiss.-Verlag Rothe, Passau 1989, S. 205–217, ISBN 3-927575-09-7.
- (Hrsg.): Literaturdidaktik konkret. Theorie und Praxis des fremdsprachlichen Literaturunterrichts (= Anglistik & Englischunterricht, Bd. 61). Winter, Heidelberg 1997, ISBN 3-8253-0602-X.
- Die moderne britische Short Story. Eine Einführung (= Grundlagen der Anglistik und Amerikanistik, Bd. 34). Erich Schmidt, Berlin 2010, ISBN 3-503-12238-9.
- The baffle of being. Critical essays on modern and contemporary British literature. Königshausen & Neumann, Würzburg 2019, ISBN 978-3-8260-6399-2.